# Möhlau
Möhlau ist ein Ortsteil der Stadt Gräfenhainichen im Landkreis Wittenberg in Sachsen-Anhalt. Möhlau liegt rund 8 km von Gräfenhainichen entfernt.

## Allgemeine Informationen
In dem vom Braunkohleabbau geprägten Ort befinden sich 3 Tagebaurestlöcher (Möhlauer See, Alte Grube, Grube 3), die nun geflutet als Badeseen genutzt werden. Die Tagebaue entstanden, um das wenige Kilometer entfernte Kraftwerk Zschornewitz zu versorgen. In Möhlau existiert außerdem ein Freibad. Angrenzend an das Freibad befindet sich ein Erholungsgebiet mit zahlreichen Ferienwohnungen und einem Naturcampingplatz. In Möhlau sind außerdem viele Vereine angesiedelt, neben dem Faschingsclub des Dorfes ein Fußball- und Kegelverein, sowie ein Angelverein und die Möhlauer Gymnastikgruppe.

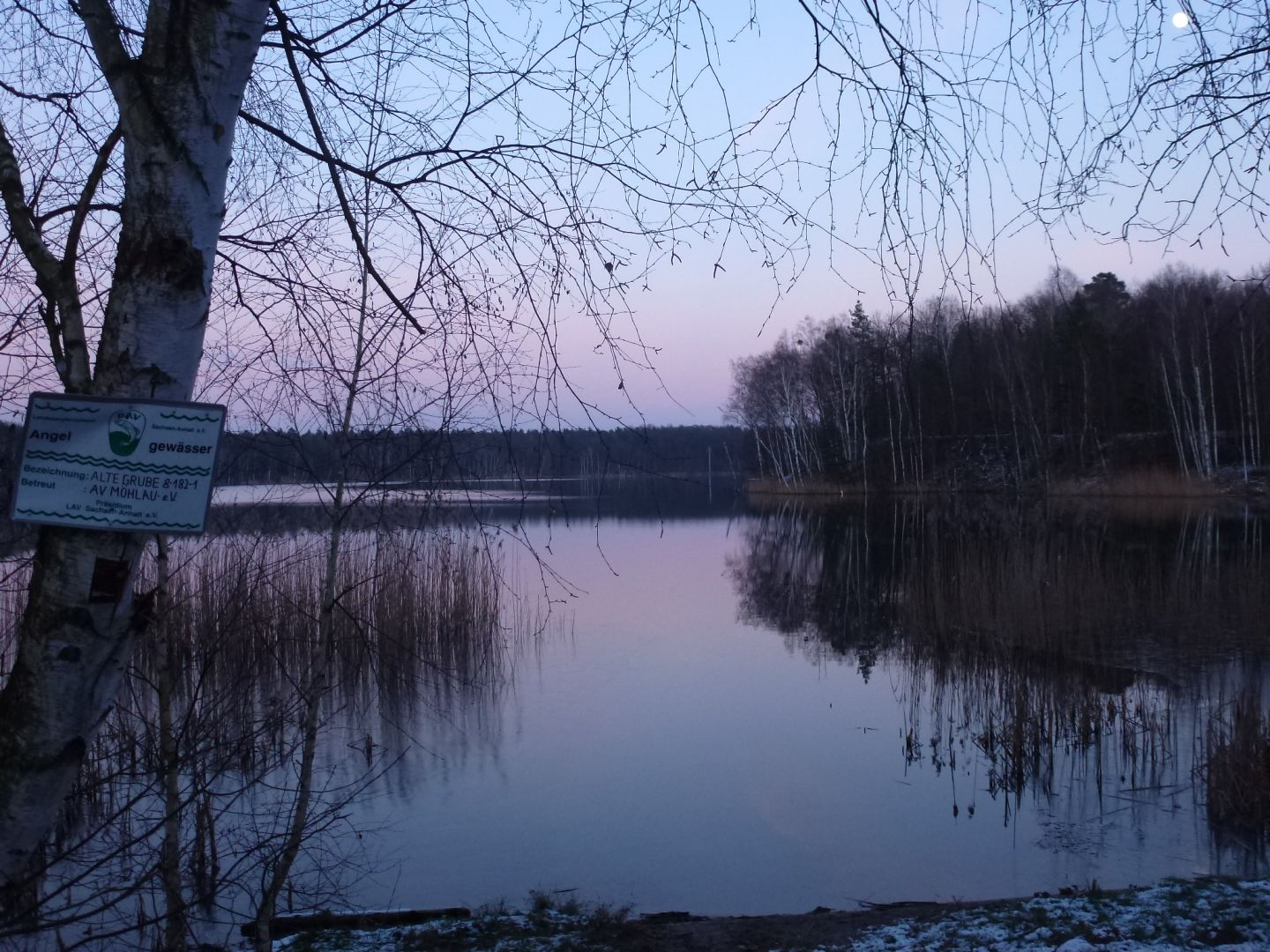
Möhlauer See: Angelgewässer

## Geografie

### Geologie
Mitte des 19. Jahrhunderts begann der Braunkohleabbau. Im Kerngebiet der Vorkommen um Golpa wurde 1846 östlich von Großmöhlau mit der sogenannten Kohlengrube 9 ein erster größerer Tagebau erschlossen. Der Bau des Kraftwerks Zschornewitz im Jahr 1915 und der damit verbundene Aufschluss weiterer Tagebaue hatte großen Einfluss auf die Entwicklung Möhlaus und der weiträumigen Umgebung.
Vulkanische Aktivitäten brachten vor etwa 300 Millionen Jahren saure Vulkangesteine („Porphyr“) an die Oberfläche (Hallescher Porphyrkomplex). Porphyr wurde mehrere Jahrhunderte lang im Steinbruch gebrochen. Die meisten alten Häuser in der Umgebung haben Möhlauer Porphyr im Fundament. Auch im Wörlitzer Park wurde aus praktischen und ästhetischen Gründen viel mit Porphyr gearbeitet. Die Steinbrüche in Möhlau wurden 1935 mit Seen und steilen Felswänden, Pavillon und Brücke zum Park umgestaltet und sind heute noch sehenswert.

### Gliederung des Ortsteils
Der Ortsteil gliedert sich in Golpa, Rothehaus, Möhlau und Kleinmöhlau.

## Geschichte
Der Ort Möhlau geht auf eine slawische Siedlung zurück. Erstmals urkundlich erwähnt wurde er am 12. Dezember 1200 bei der Einweihung der Kirche im etwa 25 Kilometer entfernt gelegenen Wörlitz. 
Mitten durch den Ort verlief einst die Grenze zwischen dem Königreich Preußen und dem Fürstentum Anhalt-Dessau. Die Orte Großmöhlau und Golpa gehörten bis 1815 zum kursächsischen Amt Bitterfeld. Durch die Beschlüsse des Wiener Kongresses kamen sie zu Preußen und wurden 1816 dem Kreis Bitterfeld im Regierungsbezirk Merseburg der Provinz Sachsen zugeteilt, zu dem sie bis 1944 gehörten. Kleinmöhlau gehörte hingegen historisch immer zu Anhalt.
Am 20. Juli 1950 schlossen sich Großmöhlau, Kleinmöhlau und Golpa zur Gemeinde Möhlau zusammen.
Am 1. Januar 2011 wurde Möhlau in die Stadt Gräfenhainichen eingemeindet.
Nach jahrelangen, auch überregional wahrgenommenen Protesten von Geflüchteten wurde Ende 2012 die Flüchtlingsunterkunft in Möhlau geschlossen.

## Sehenswürdigkeiten

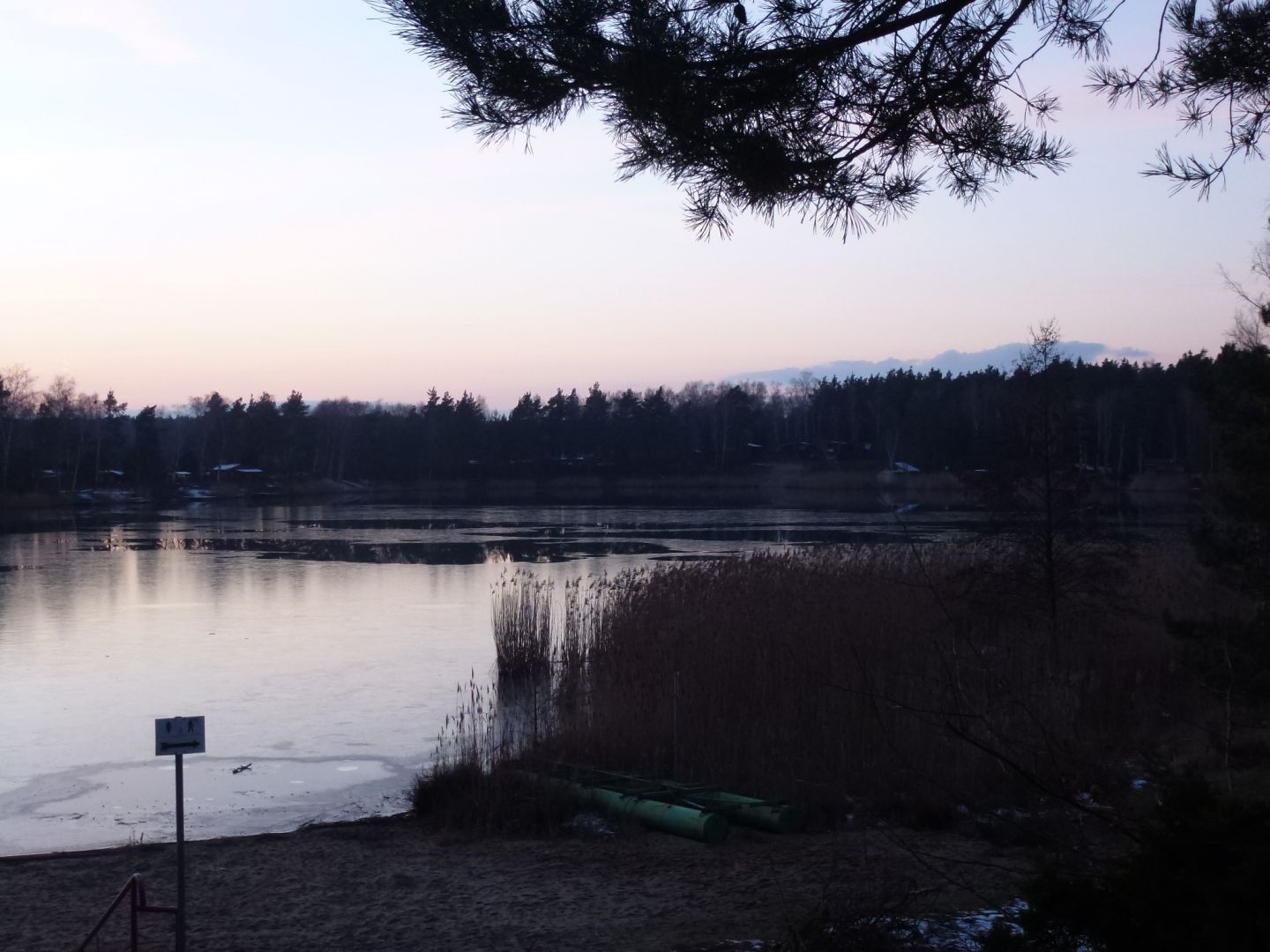
See mit Strandbad

- Spätromanische Feldsteinkirche (Wehrkirche), 1857 mit Backsteingiebel und -vorhalle neugestaltet, mit separatem hölzernem Glockenstuhl, umgeben von einer (erneuerten) Friedhofsmauer
- Möhlauer See mit Strandbad und Ferienwohnungen
- Ehemaliger Porphyr-Steinbruch, 1935 zum Park umgestaltet

## Politik

### Wappen
Das vom Kommunalheraldiker Jörg Mantzsch gestaltete Wappen wurde am 3. Februar 2009 durch den Landkreis genehmigt.
Blasonierung: „Geviert von Blau und Gold; Feld 1 und 4: eine goldene Ähre, Feld 2: ein grüner Kachelofen mit schwarzem Sockel und gewölbtem schwarzen Oberteil, Feld 3: ein schwarzes Bergmannsgezähe.“

### Flagge
Die Flagge ist Schwarz-Gelb-Schwarz (1:4:1) gestreift (Querform: Streifen waagerecht verlaufend; Längsform: Streifen senkrecht verlaufend) und mittig mit dem Wappen belegt.

## Wirtschaft / Verkehr

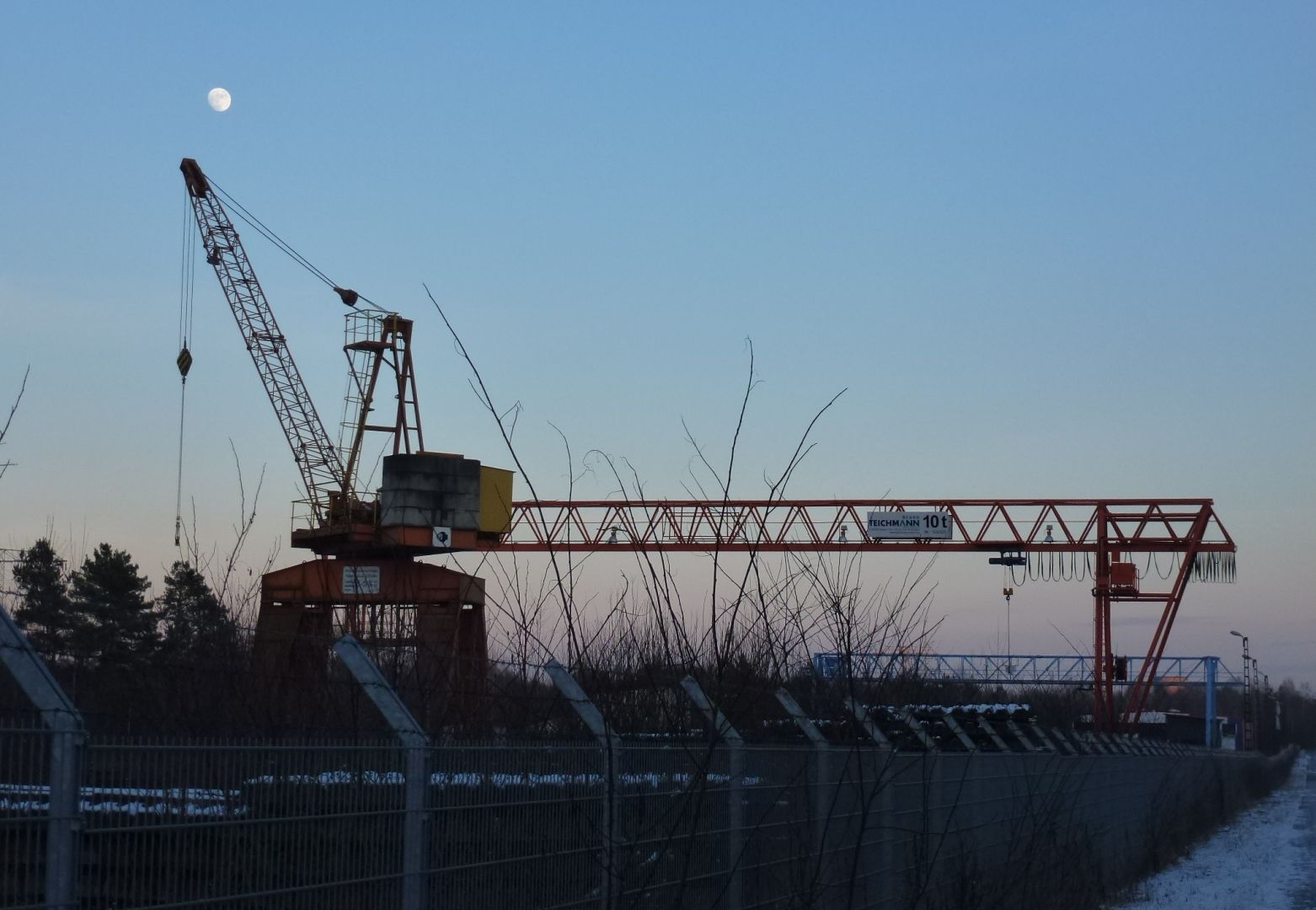
Bahnbedarf Möhlau

- Die Bahnbedarf Möhlau GmbH liegt mit dem Schwellenlager an der Straße zwischen Möhlau und Zschornewitz.
- Der bundesweit tätige und unabhängige Energieversorger, die Gas- und Energiegenossenschaft Ost- und Mitteldeutschland eG (GEG), ist in der Hauptstraße 1 ansässig.
- Die nächsten Bahnhöfe der Deutschen Bahn befinden sich in Gräfenhainichen bzw. in Burgkemnitz an der Bahnstrecke Berlin–Halle. Die Zschornewitzer Kleinbahn ist stillgelegt.

## Gedenkstätten
- Lok zur Erinnerung an den Bergbau

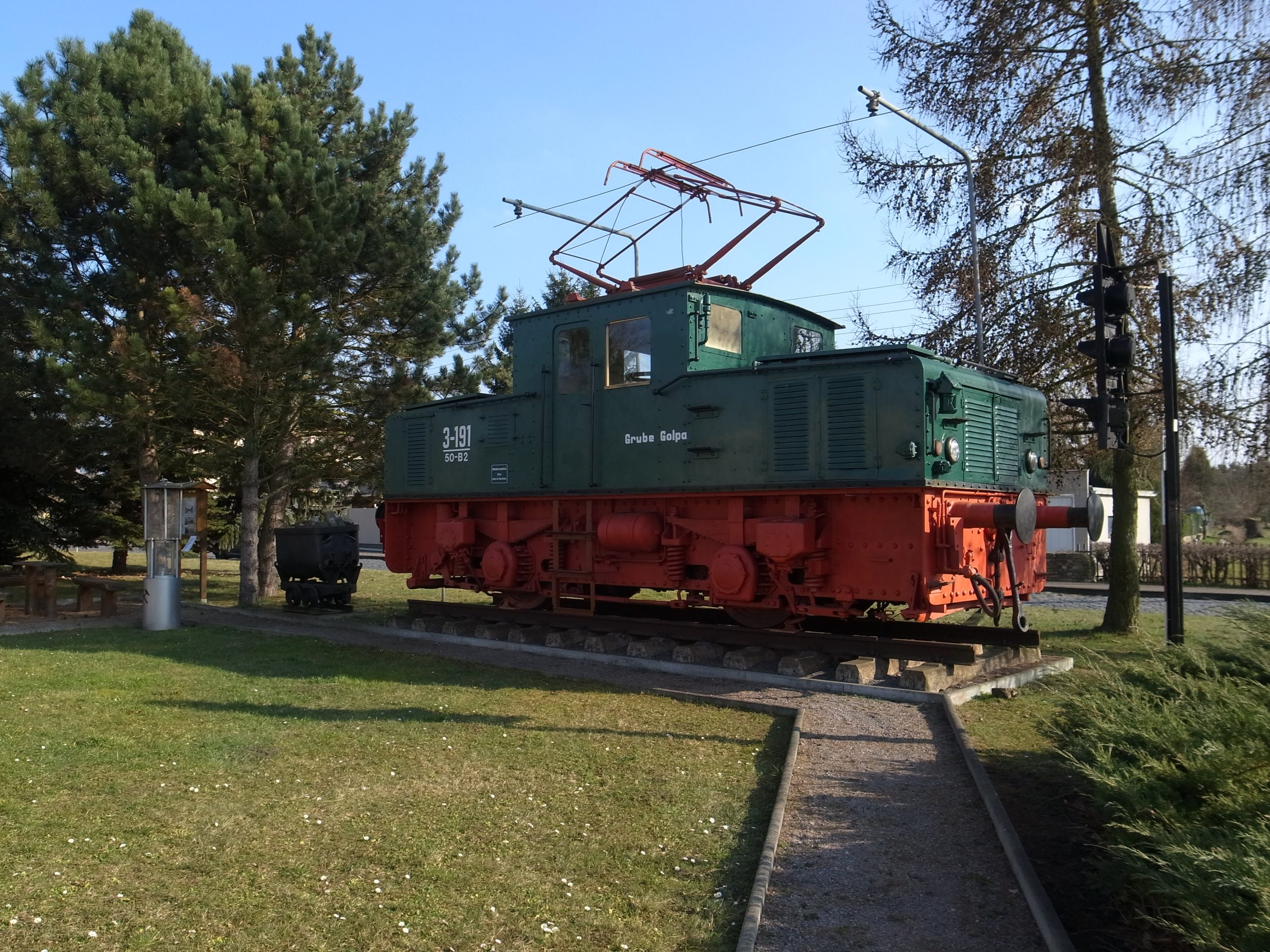
Bergbau-Denkmal mit E-Lok 3-191-50-B2

- Grabstätten auf dem Ortsfriedhof für drei namentlich bekannte italienische Militärinternierte, die während des Zweiten Weltkrieges Opfer von Zwangsarbeit wurden
- Denkmale für die Gefallenen im Ersten Weltkrieg in Kleinmöhlau auf dem Friedhof und in Großmöhlau in der Nähe der E-Lok
- Denkmal für den Forstmeister Rudolf Stubenrauch im Ortsteil Rothehaus